# شانس (مجموعه تلویزیونی)
شانس (انگلیسی: Chance) یک مجموعه تلویزیونی آمریکایی است که توسط کم نون و الکساندرا کانینگهام در سال ۲۰۱۶ ساخته شده است. این سریال براساس کتابی با همین نام اثر کم نون (۲۰۱۴) ساخته شده است. این مجموعه در ژانویه سال ۲۰۱۶ مستقیما برای تولید سریال دو فصلی شامل بیست قسمت سفارش داده شد. این سریال در ۱۹ اکتبر ۲۰۱۶ در شبکه هولو منتشر شد. فصل دوم نیز در ۱۱ اکتبر ۲۰۱۷ ساخته شد. ساخت ادامه این سریال در ۹ ژانویه ۲۰۱۸ کنسل شد.

## بازیگران

### اصلی
- هیو لوری به عنوان دکتر الدون چانس
- اتان سوپلی به عنوان داریوش 'D' پرینگل [۵]
- لیسا گی همیلتون در نقش سوزان سیمز (فصل ۱)
- گرتا لی به عنوان لوسی باک [۶]
- استفانیا لاوی اوون به عنوان نیکول چانس ، دختر نوجوان Chance.[۷]
- پل آدلستین در نقش ریموند بلکستون [۸] (فصل ۱)
- گرتچن مول به عنوان ژاکلین بلکستون ، زنی که توسط همسرش ، ریموند مورد آزار جسمی و روحی قرار گرفته است. در نتیجه سوء استفاده وی ، شخصیت ثانویه ای ایجاد کرده است ، معروف به "جکی بلک".[۹] (فصل ۱)
- کلارک پیترس به عنوان کارل آلن [۱۰] (تکرار ، فصل ۱ ؛ اصلی ، فصل ۲)
- برایان گودمن به عنوان کارآگاه کوین هیینز (تکرار ، فصل ۱ ؛ اصلی ، فصل ۲)
- پل اشنایدر به عنوان رایان وینت (فصل ۲)

### مکرر
- دایان فر به عنوان کریستینا چانس، همسر سابق چانس [۱۱]
- مایکل مک گرادی در نقش سانفورد پرینگل
- الیزابت رودریگز به عنوان کریستن کلیتون (فصل ۲)
- آلیسون رید به عنوان لیندسی (فصل ۲)
- جینجر گونزاگا به عنوان لورنا (فصل ۲)
- تیم گریفین به عنوان ADA Frank Lambert (فصل ۲)